# Carrer de Dalt (Sant Vicenç de Montalt)
El Carrer de Dalt és una via pública de Sant Vicenç de Montalt (Maresme) inclosa a l'Inventari del Patrimoni Arquitectònic de Catalunya.

## Descripció
Antic carrer de la població on s'observa la tipologia de les construccions del segle xviii -cases de planta baixa i un pis-. Portes i finestres de pedra, cobertes a dues aigües i amb patis posteriors.